# Ди Джанфранческо, Лука
Лука Ди Джанфранческо (итал. Luca Di Gianfrancesco; род. 28 мая 1977, Рим) — итальянский дипломат. Посол Италии в Азербайджане (с 2024).

## Биография
Родился 28 мая 1977 года в Риме. Окончил факультет политических наук университета Рома Тре. 
В 2002 году начал дипломатическую карьеру. Работал в Главном инспекционном секретариате, затем в департаменте по балканским странам Главного офиса по странам Европы МИД Италии.
С 2007 по 2010 год являлся первым секретарём по вопросам торговли посольства Италии в Боснии и Герцеговине (Сараево).
С 2010 по 2012 год работал в Сане (Йемен). С 1 августа 2011 года по 16 мая 2012 года являлся временным поверенным в делах Италии в Йемене.
С 2012 года работал в постоянном представительстве Италии при НАТО (Брюссель). С 2013 года исполнял функции советника. 
С 2016 года работал в офисе дипломатического советника председателя Совета министров Италии.
С 2018 по 2021 год являлся дипломатическим советником министра инфраструктуры и транспорта Италии.
С 2022 года являлся начальником управления интеграции МИД Италии.
Посол Италии в Азербайджане (с 25 мая 2024).

## Награды
- Орден «За заслуги перед Итальянской Республикой» (2019)